# پروژه آی‌جی‌آی
پروژه آی‌جی‌آی (به انگلیسی: Project I.G.I. : I'm Going In) نام یک بازی رایانه‌ای در سبک اول شخص، محصول شرکت اینرلوپ استودیوز (Innerloop Studios) است که در دسامبر ۲۰۰۰ توسط شرکت ایدوس اینتراکتیو (Eidos Interactive) انتشار یافت. این بازی نظرات مختلفی را از سوی منتقدین دریافت کرد، معایب این بازی شامل ضعف هوش مصنوعی، نداشتن گزینه ذخیره در طول بازی و نداشتن بخش چند نفره بود. با این حال از نظر طراحی صدا و گرافیک نسبت به زمان تولید، ستایش شد. همچنین به خاطر استفاده از موتور بازی اختصاصی که قبلاً در Innerloop's Joint Strike Fighter استفاده شده بود، مورد تحسین قرار گرفت.
قسمت دوم این بازی با نام آی.جی.آی ۲: ضربه پنهان (I.G.I. -2: Covert Strike) در فوریه ۲۰۰۳ انتشار یافت.

## گیم پلی
این بازی یک عنوان تیراندازی اول شخص است که در آن شخصیت تحت کنترل شما، می‌بایست به‌طور معمول به یک پایگاه نظامی نفوذ کرده و هدف خود را دنبال کند. سبک بازی مخفی کاری است و در طول بازی باید سعی کنید چندین مأموریت را بدون دیده شدن توسط دوربین‌ها یا نیروهای دشمن انجام دهید. بازی در مجموع دارای ۱۴ مرحله است.

## داستان
دیوید جونز، مأمور سابق SAS بریتانیا، توسط پنتاگون به تالین پایتخت استونی فرستاده می‌شود، جایی که قرار است یک دلال اسلحه ربوده شده استونیایی به نام جوزف پریبوی، که اطلاعات حیاتی در مورد سرقت اخیر کلاهک هسته‌ای W-88 آمریکایی، از یکی از انبارهای ارتش آمریکا در آلمان دارد را ردیابی کرده و نجات دهد. جونز با کمک همکاری از پنتاگون، یعنی ربکا آنیا، رد پای جوزف را در چندین پایگاه نظامی دنبال می‌کند و در نهایت او را پیدا می‌کند. پس از نجات، جوزف فاش می‌کند که عمویش جک پریبوی در تلاش است تا کلاهک جنگی را به یک مشتری مرموز بفروشد. جونز موفق می‌شود جک را دستگیر کند، اما هلیکوپتر حامل آنها توسط دو جت جنگنده متخاصم در نزدیکی مرز روسیه سرنگون می‌شود. گروهی از مردان مسلح برای بررسی محل سقوط هواپیما می‌رسند. فرمانده زن مرموز این گروه، که تنها با علامت تماسش Ekk شناخته می‌شود، به آنها دستور می‌دهد تا جک را دستگیر کرده و از شر جونز خلاص شوند، اما مأمور سابق به سختی خود را از مرز رد کرده و به سلامت به استونی برگشته و با هلیکوپتر نجات داده می‌شود.
آنیا به جونز اطلاع می‌دهد که قرار است جک با قطار به مکان نامعلومی منتقل شود. این دو گمان می‌کنند که EKK احتمالاً یک ارتشی یا افسر سابق KGB است. جونز قطار حامل جک را می‌رباید، اما قطار دوباره توسط همان جت‌های جنگنده قبلی که توسط EKK فرستاده شده بود، از ریل خارج می‌شود. جونز و جک از نیروهای EKK فرار کرده و با هلیکوپتر دیگری منطقه را ترک می‌کنند.
بلافاصله پس از آن، به جونز دستور داده می‌شود که کلاهک را پیدا کرده و EKK را در پایگاه عملیات خود - یک اردوگاه آموزشی سابق KGB، واقع در یک قلعه کوهستانی ویران شده - دستگیر کند. جونز به مجتمع نفوذ می‌کند، اما نمی‌تواند از فرار EKK جلوگیری کند و متوجه می‌شود که کلاهک از بین رفته است. آنیا متوجه می‌شود که EKK از اجزای کلاهک برای ساخت یک بمب اتمی چمدانی استفاده کرده است و هلیکوپتر EKK را تا یک کارخانه قدیمی پالایش پلوتونیوم، دنبال می‌کند. جونز به تأسیسات نفوذ می‌کند و بعد از کشتن تعدادی زیادی از افراد EKK سرانجام به خود او می‌رسد. جونز موفق به کشتن EKK می‌شود و آنیا نیز بمب را خنثی می‌کند و از بروز فاجعه جلوگیری می‌کند.

## شخصیت‌های اصلی
- دیوید جونز (David Lleweyn Jones): مأمور I.G.I و مأمور سابق SAS انگلستان. بازیکن نقش کنترل این شخصیت را دارد.
- ربکا آنیا (Rebecca Anya): از مرکز فرماندهی به جونز مأموریت می‌دهد. در مرحله آخر برای خنثی کردن بمب ظاهر می‌شود.
- جاش پریبوی (Jach Priboi): فروشنده اسلحه اهل شوروی
- جوزف پریبوی (Josef Priboi): برادر زاده جاش
- اِک (Ekk): زن اهل روسیه که تمایل به از بین بردن اروپا توسط بمب اتم دارد.

## ماموریت‌ها
پروژه آی‌جی‌آی، ۱۴ مأموریت (Mission) دارد.
1. Trainyard (پرش از قطار به داخل محوطه)
2. SAM Base (پایگاه سام (سامانه ضدهوایی))
3. Military Airbase (فرودگاه نظامی)
4. GOD (خدا)
5. Radar Base (پایگاه رادار)
6. Get Priboi (گرفتن پریبوی)
7. Border Crossing (گذرگاه مرزی)
8. Re-Supply (منبع تغذیه)
9. Missile Trainyard (قطار موشکی)
10. Defend Priboi (محافظت از پریبوی)
11. Eagle's Nest I (لانه عقاب ۱)
12. Eagle's Nest II (لانه عقاب ۲)
13. Nuclear Infiltration (نفوذ هسته ای)
14. Finding The Bomb (پیداکردن و خنثی‌سازی بمب)

## آی‌جی‌آی: ریشه‌ها
یک بازی رو به انتشار در سبک مخفی‌کاری تیراندازی اول شخص می‌باشد که توسط آنتی‌متر گیمز در حال ساخت بود. در می ۲۰۲۳ اعلام شد که استودیو آنتی‌متر گیمز تعطیل خواهد شد و سرنوشت بازی را در هاله ای از ابهام قرار داد.
درحال حاضر دو تریلر برای بازی منتشر شده است.
این بازی به عنوان سومین قسمت در مجموعه آی. جی.آی. شناخته می‌شود و در اصل یک پیش‌درآمد برای نسخه‌های قبلی خود، یعنی پروژه آی‌جی‌آی (۲۰۰۰) و آی. جی. آی ۲: ضربه پنهان (۲۰۰۳) شناخته می‌شود. این نسخه اولین بازی در مجموعه آی. جی. آی. است که دیوید جونز شخصیت اصلی نیست. بازیکن کنترل شخصیتی به نام مایکل کینگ با اسم رمز ریجنت (به انگلیسی: Regent) را برعهده دارد، مأموری حرفه‌ای که برای سازمان جاسوسی MI6 کار می‌کند و برای جلوگیری از یک جنگ هسته‌ای تمام عیار به مأموریت‌های مختلف اعزام می‌شود.
بازی در دهه ۱۹۸۰ میلادی و در اواخر جنگ سرد روایت می‌شود و شما با ریجنت ماموریت‌های مختلفی را برای سرویس‌های جاسوسی در سراسر جهان انجام می‌دهید. شما در طول داستان با سرویس اطلاعات مخفی بریتانیا، یا همان MI6، همکاری خواهید کرد. در نهایت، با چگونگی شکل‌گیری سازمان Insitute of Geotactical Intelligence، یا به‌طور مخفف .I.G.I آشنا خواهید شد.

## بررسی
| گردآورنده | امتیاز |
| --------- | ------ |
| متاکریتیک | ۷۰/۱۰۰ |

| ناشر                     | امتیاز |
| ------------------------ | ------ |
| آل‌گیم                    | [ ۹ ]  |
| سی‌جی‌اس‌پی                 | [ ۱۰ ] |
| کامپیوتر گیمینگ ورلد     | [ ۱۱ ] |
| اج                       | 6/10   |
| یوروگیمر                 | 8/10   |
| گیم اینفورمر             | 3.5/10 |
| گیم‌پرو                   | [ ۱۵ ] |
| گیم رولیشن               | C      |
| گیم‌اسپات                 | ۷٫۵/۱۰ |
| گیم‌اسپای                 | 74%    |
| آی‌جی‌ان                   | 7/10   |
| نکست جنریشن              | [ ۱۹ ] |
| پی‌سی گیمر (ایالات متحده) | 49%    |

این بازی از سوی سایت بررسی نقد و نظرات متاکریتیک عموماً بازخوردهای مثبتی دریافت کرد، و عملکرد آن «مطلوب» ارزیابی شد. آی جی آی موفق به دریافت جایزه نقره‌ای از سوی انجمن سرگرمی‌های تعاملی انگلستان شد (ELSPA). این جایزه به بازی‌هایی اعطا می‌شود که در بریتانیا دست کم ۱۰۰٬۰۰۰ نسخه فروخته باشند.

## واژه‌نامه
1. ↑  David Jones
2. ↑  Josef Priboi
3. ↑  Rebecca Anya
4. ↑  Jach Priboi